# 卡納瓜 (梅里達州)
卡納瓜（西班牙語：Canagua），是委內瑞拉的城鎮，位於該國西部梅里達州，是阿索維斯波查孔市的首府，始建於1872年，海拔高度1,461米，每年平均降雨量1,283毫米。